# 岩田隆太郎
岩田 隆太郎（いわた りゅうたろう、1954年10月2日 - ）は、日本の応用昆虫学者。日本大学生物資源科学部 元教授。日本家屋害虫学会（現：都市有害生物管理学会）会長などを歴任。

## 略歴
大阪市天王寺区生まれ。父は神経薬理学者の岩田平太郎。1978年京都大学農学部卒業。1986年京都大学農学博士。

## 研究内容・業績
建築材・家具の害虫ヒラタキクイムシの生理・生態の研究、防除に関連したシロアリの社会性行動の研究、シロアリ巣内の共生甲虫類の研究、針葉樹の穿孔性害虫の生態の研究、サクラ・ウメ・モモの外来種害虫クビアカツヤカミキリの生態と防除の研究などを行う。
『木質昆虫学序説』（九州大学出版会，2015年）の出版により日本森林学会賞受賞。
武満徹の作品紹介など音楽評論も行う。